# جون ألتون
جون ألتون (بالإنجليزية: John Alton)‏ هو مصور سينمائي ومنتج أفلام وكاتب سيناريو ومخرج أمريكي، ولد في 5 أكتوبر 1901 في شوبرون في المجر، وتوفي في 2 يونيو 1996 في سانتا مونيكا في الولايات المتحدة.

## وصلات خارجية
- جون ألتون على موقع IMDb (الإنجليزية)
- جون ألتون على موقع أول موفي (الإنجليزية)
- جون ألتون على موقع قاعدة بيانات الأفلام السويدية (السويدية)
- جون ألتون على موقع إن إن دي بي (الإنجليزية)
- جون ألتون على موقع قاعدة بيانات الفيلم (الإنجليزية)
- جون ألتون على موقع كينوبويسك (الروسية)